# Lijst van burgemeesters van Varsenare
Dit is een chronologische lijst van burgemeesters van Varsenare, een voormalige gemeente in de Belgische provincie West-Vlaanderen, tot de fusie met Jabbeke in 1977.
- 1800-1802: Liévin Roger Anthierens
- 1802-1813: Liévin Anthierens
- 1813-1830: Chrétien Verleye
- 1830-1872: Anselme van Caloen de Basseghem
- 1873-1884: Julien van Caloen de Basseghem
- 1884-1887: Octave van Caloen de Basseghem
- 1887-1891: dr. August Deruytter (dienstdoende)
- 1891-1903: Camille van Caloen de Basseghem
- 1903: Jan D'Hoedt (dienstdoende)
- 1903-1909: Emile Jooris
- 1909-1946: Robert van Caloen de Basseghem
- 1946-1976: Jacques van Caloen de Basseghem